# Cabo Carbonara
El cabo Carbonara (del italiano: Capo Carbonara) es un promontorio de la Cerdeña sudeste que delimita al este el golfo de Cagliari.

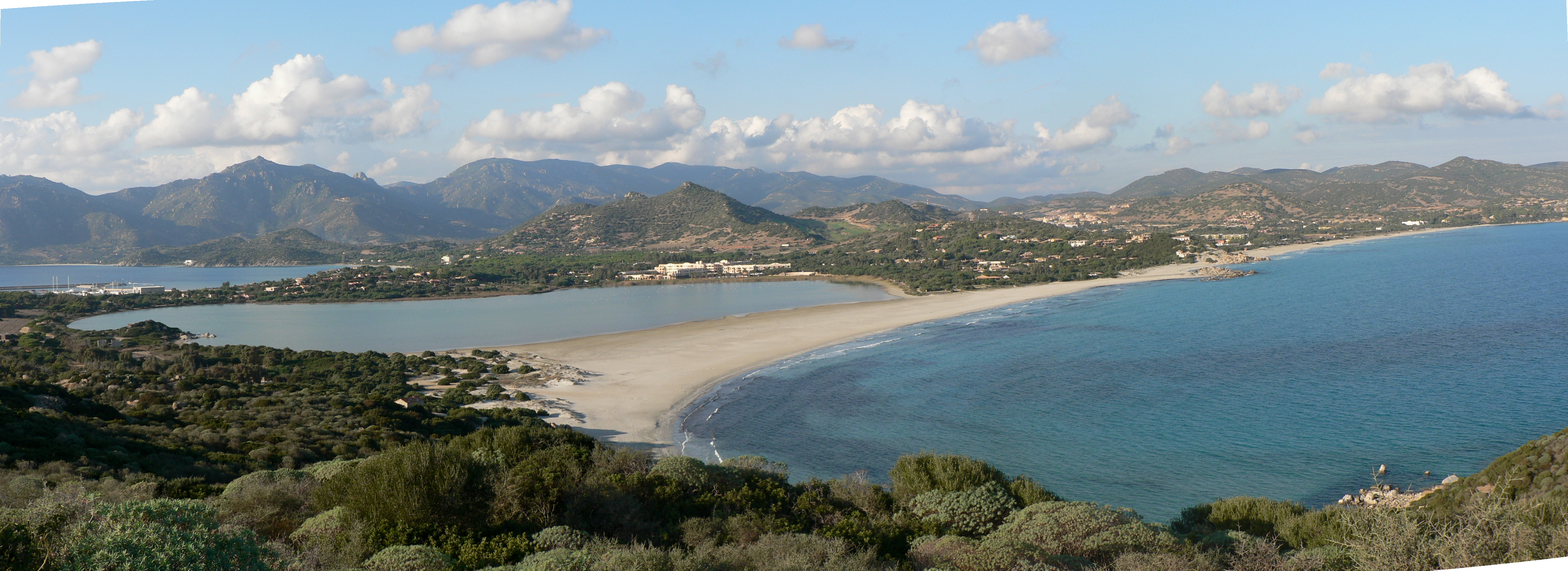
Porto Giunco y Stagno di Notteri

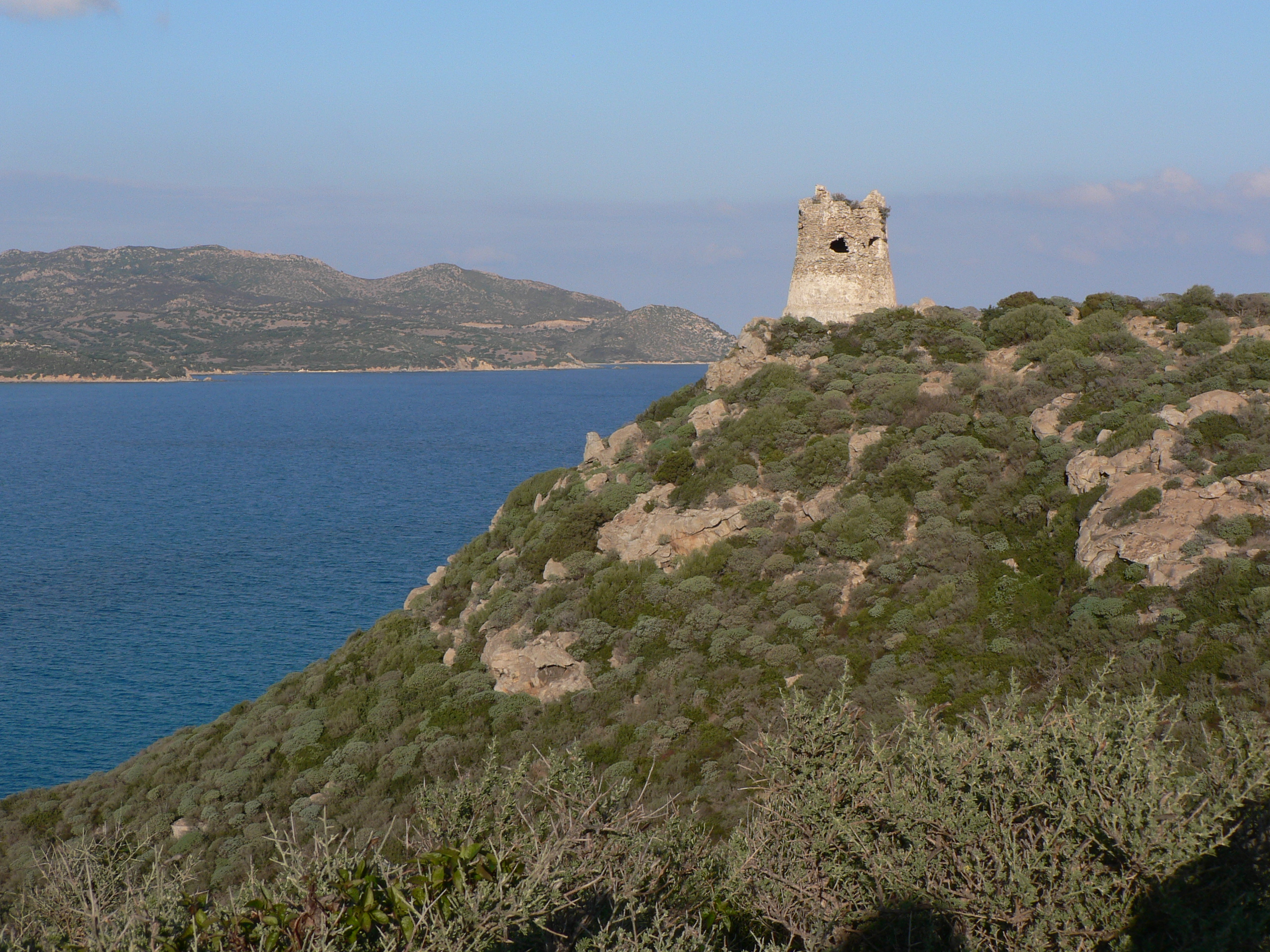
Torre de Porto Giunco

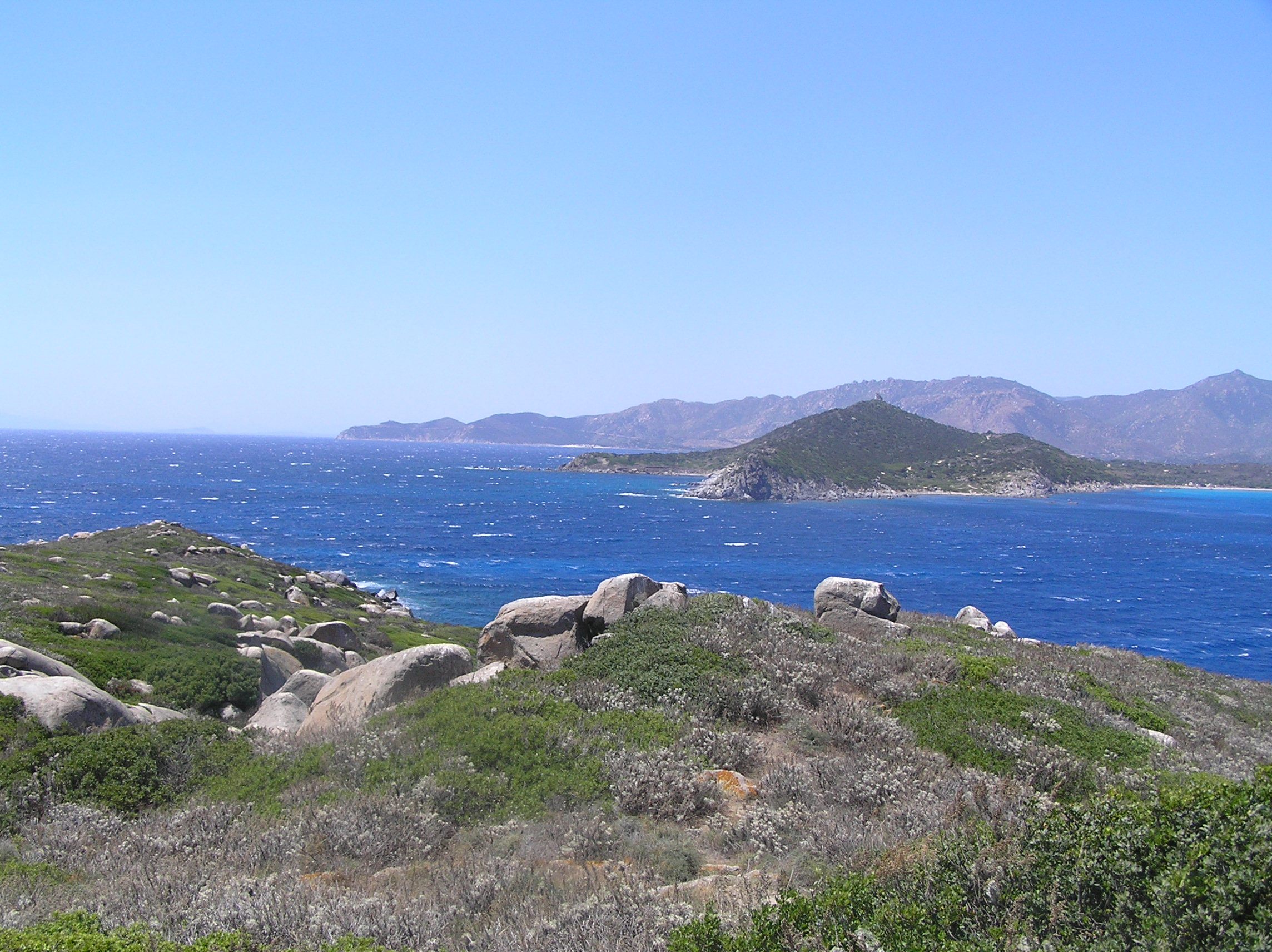
Cabo Carbonara visto desde la isla de Cavoli.

El cabo Carbonara se encuentra en el municipio de Villasimius a cerca de 6 km en dirección sur desde el centro del pueblo. El promontorio tiene una longitud de cerca de 3,5 km y una anchura máxima de 1,8 km. 
Sobre ambos lados del promontorio se encuentran variaslocalidades turísticas: 
- sobre la costa occidental: el puerto de Villasimius con la playa, los restos de una antigua fortaleza con la Torre vieja, Punta Santo Stefano que constituye la prolongación más occidental del promontorio y la fracción de Santa Caterina con su caleta;
- sobre la costa oriental: la playita de Is traias, la playa de Porto Giunco, el Stagno di Notteri con flamencos rosas, la Torre de Porto Giunco y la playita de guijarros de Cava Usai.

Sobre el promontorio se encuentran además una estación meteorológica de la Aeronáutica militar y un faro de señales. Ante el cabo Carbonara, a unos 800 metros al sudeste, se encuentra la isla de Cavoli.
La zona marina que rodea el cabo Carbonara, junto con la isla de Cavoli y la isla Serpentara, forman parte del Área natural marina protegida Cabo Carbonara.